# Kirmán szőnyeg
A kirmán szőnyeg a dél-perzsiai Kirmanban készült, újabb keletű szőnyeg megnevezése. Gazdag virágminták díszítik, csomózása igen sűrű és tartós. Színezete világos tónusú, gyakori a sárgás alap, amit a későbbi példányokon felvált a fehér, későbbi vegyi tisztítások miatt a hófehér. A lánc- és a vetülékfonál is pamut. Az Európába szánt darabokon a keleti mintákon kívül felbukkannak a rokokó és copf stílus elemei is. A 17. századi vázás szőnyegek egy csoportja szintén Kirmanból származik, melyek virágmintái feltűnően naturalisztikusak.